# Georges Becker
Georges Becker (Belfort, 7 febbraio 1905 – Montbéliard, 10 settembre 1994) è stato un micologo francese.

## Biografia
Proveniente da una famiglia di commercianti, studiò a Lione alla Facoltà di Lettere e al conservatorio.
Nel 1927, iniziò la carriera di insegnante nelle scuole secondarie a Mirecourt e collaborò anche con il quotidiano L'Est républicain.
Nel 1934 fu chiamato al Collegio Cuvier a Montbéliard.
Nel 1953, all'Università di Besançon discusse una tesi dal titolo "Osservazioni sulla ecologia dei funghi superiori"  (pubblicata nel 1956 ).
Fu presidente della Société mycologique de France.
Fu scopritore di un fungo, l'Amanita beckeri, che porta il suo nome.
Dall'inizio della guerra, si unì alla resistenza.  Dopo la guerra, insegnò a Altkirch fino al 1958 quando i vecchi amici lo spinsero ad intraprendere la carriera politica.  Così fu eletto deputato a Doubs (1958-1967) con il partito UNR (Unione per la Nuova Repubblica).

## Pubblicazioni
- Le livre des messages (Montbéliard : Billerey, 1941)
- Ulysse et Climène, contes en patois de Montbéliard (Montbéliard, 1949).
- La vie privée des Champignons, prefazione di Roger Heim, Stock 1952, riedito nel 1975.
- La Mycologie et ses corollaires : une philosophie des sciences naturelles (Paris, 1974).
- Les Champignons savoureux et dangereux (Paris, 1978).
- Champignons de Franche-Comté : au fil des saisons (Ingersheim, 1980).
- Champignons (Paris, 1983).
- Le gratin des champignons, in collaborazione con l'illustratore Roland Sabatier (Glénat, 1986).
- Regards (Belfort-Montbéliard, 1990).
- Les Minimes (Montbéliard, 1992)